# Gilbert Sheldon
Gilbert Sheldon (19 de junio de 1598 - 9 de noviembre de 1677) fue un líder religioso inglés que se desempeñó como Arzobispo de Canterbury desde 1663 hasta su muerte.

## Primeros años
Sheldon nació en Stanton, Staffordshire, en la parroquia de Ellastone, el 19 de junio de 1598, siendo el hijo más joven de Roger Sheldon; su padre trabajaba para Gilbert Talbot, VII conde de Shrewsbury. Fue educado en el Trinity College de Oxford; se matriculó en Oxford el 1 de julio de 1614, se graduó de Bachiller en Artes en el Trinity College el 27 de noviembre de 1617 y de Magíster en Artes en Oxford el 28 de junio de 1620. En 1619, fue incorporado en Cambridge. En 1622 fue elegido miembro del All Souls' College, donde obtuvo los títulos de Licenciado en Divinidad el 11 de noviembre de 1628 y de Doctor en Divinidad el 25 de junio de 1634. En 1622, fue ordenado y poco después se convirtió en capellán doméstico de Thomas Coventry, 1er Barón Coventry.
En marzo de 1636 fue elegido guardián del All Souls' tras la muerte de Richard Astley. Ya había entablado amistad con William Laud y mantuvo correspondencia con él sobre asuntos del colegio, política universitaria y sobre la conversión de William Chillingworth al catolicismo romano. Sheldon no era inicialmente un seguidor de Laud y se resistió (sin éxito) al nombramiento de Jeremy Taylor como miembro del All Souls'. En 1634 y 1640 fue pro-vicecanciller. En 1638 formó parte de la comisión de visitación de Merton College; la visita produjo un informe que requería reformas.
Durante los años 1632-1639 recibió los beneficios eclesiásticos de Hackney (1633); Oddington, Oxfordshire; Ickford, Buckinghamshire (1636); y Newington, Oxfordshire; además de ser canónigo de Gloucester desde 1632. Sheldon se acercó al círculo de Great Tew de Lucius Cary (Falkland) y mantuvo una relación amistosa con Edward Hyde; no simpatizaba con los puritanos. Se convirtió en capellán real gracias a Coventry, y el rey tenía planes de promoción para él, planes que se vieron interrumpidos por las crisis políticas.

## Periodo de la Guerra Civil
Mantuvo una estrecha relación con los líderes realistas y participó en las negociaciones para el tratado de Uxbridge de 1645. Durante este período, junto con Henry Hammond, se convirtió en uno de los eclesiásticos más cercanos al rey y lo acompañó como Secretario del Gabinete en Oxford, luego en Newmarket, Suffolk, y finalmente en la Isla de Wight. Cuando los parlamentarios ocuparon Oxford en 1646, resistió la visitación, pero finalmente fue expulsado físicamente de All Souls a principios de 1648. Fue detenido y se suponía que sería encarcelado en el castillo de Wallingford junto con Hammond, pero el comandante no quiso tenerlos allí. Fue liberado, con restricciones en sus movimientos, más tarde ese mismo año.
Vivió tranquilamente durante una docena de años en Midlands, en Snelston, Derbyshire, o con amigos en Staffordshire, Nottinghamshire y Glamorgan, donde se alojó con Sir John Aubrey. Participó activamente en la recaudación de fondos para los clérigos pobres y para Carlos II en el exilio. Mantuvo correspondencia con Jeremy Taylor, a quien apoyó, y con Hyde. Tras la muerte de John Palmer, quien había sido nombrado guardián de All Souls por los visitantes en su lugar, el 4 de marzo de 1659, fue reinstalado discretamente.

## Obispo de Londres
El 21 de septiembre de 1660, Sheldon fue nominado Obispo de Londres; fue elegido el 9 de octubre y su elección fue confirmada el 23 de octubre. El 28 de octubre, fue consagrado en la Capilla de Enrique VII en la Abadía de Westminster; poco antes había sido nombrado Decano de la Capilla Real y poco después se convirtió en Maestro del Savoy. Dado que William Juxon era ahora Arzobispo de Canterbury, pero estaba anciano e impedido, Sheldon, en términos prácticos, ejercía muchas de las funciones del arzobispado en el período hasta 1663, y formaba parte del consejo privado. Se le encargó consagrar a los nuevos obispos escoceses.
La Conferencia de Savoy de 1661 se celebró en sus alojamientos. Participó poco, pero se entendía que influía en el resultado. En su formulación, se debían exponer y considerar las objeciones puritanas; el propósito de la Conferencia era litúrgico, para examinar la reforma del Libro de Oración Común. La posterior Ley de Uniformidad de 1662 estaba muy en línea con el pensamiento de Sheldon. La Ley fue una continuación del exitoso orquestamiento de Sheldon de la oposición al intento de Carlos II de emitir una Declaración de Indulgencia, a principios de 1662.

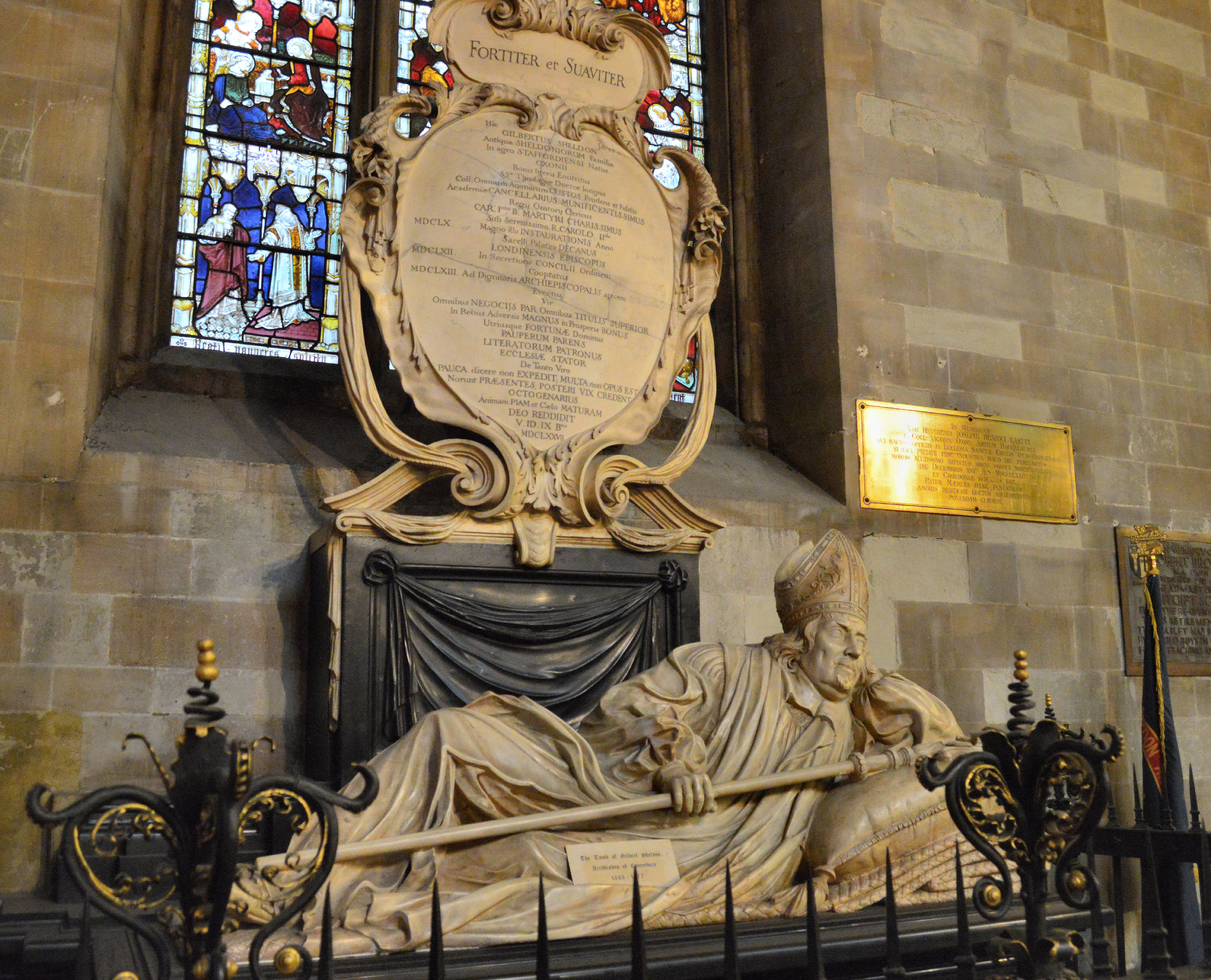
Tumba en la Iglesia Parroquial de Croydon

## Arzobispo de Canterbury
Fue trasladado para convertirse en Arzobispo de Canterbury en 1663: el "congé d'élire" fue emitido el 14 de julio, Sheldon fue elegido el 11 de agosto, se dio el asentimiento real el 20 de agosto y su elección fue confirmada (en una ceremonia legal mediante la cual oficialmente asumió su nuevo cargo) el 31 de agosto en el Palacio de Lambeth; fue entronizado por poder y investido con las temporalidades el 7 de septiembre. Estuvo muy interesado en el bienestar de la Universidad de Oxford, de la cual se convirtió en Canciller en 1667, sucediendo a Lord Clarendon, como Hyde lo era ahora. El Teatro Sheldoniano en Oxford fue construido y dotado a expensas suyas. Fue elegido Miembro de la Royal Society en 1665.
Aceptó mucho trabajo puramente secular, actuando como árbitro en peticiones presentadas a través de él y tomando investigaciones que le pasaba el rey, especialmente en relación con la armada. Sheldon perdió influencia política después de la caída de Clarendon en 1667, y al convertir los devaneos de Carlos en motivo de reproche religioso. Fue vocal contra la Declaración Real de Indulgencia de 1672. Está representado en una ventana en la Capilla de Gray's Inn.
Sheldon es mencionado en el Diario de Pepys, quien relata una historia de su "Primo Roger" que "...el Arzobispo de Canterbury que ahora es, tiene una querida, y que es un gran mujeriego, y nos cuenta que es de conocimiento público que Sir Charles Sedley se había llevado a una de las queridas del Arzobispo de él...". Tales historias, difundidas por sus enemigos, eran comunes. De hecho, no hay evidencia creíble de que Sheldon llevara una vida inmoral, aunque es probable que el primo de Samuel Pepys, Roger Pepys, un puritano, creyera en los chismes. Una entrada posterior en el Diario de Pepys elogia al Arzobispo como un "hombre valiente y de espíritu elevado", que hablaba abiertamente con el Rey sobre cuestiones de moralidad.
Sheldon nunca se casó: esto pudo haber inspirado los chismes reportados por Pepys sobre su vida privada inmoral. Su sobrina, Catherine, se casó con John Dolben, Arzobispo de York. Sheldon fue enterrado en la Iglesia Parroquial de Croydon, ahora renombrada como Croydon Minster.